# Eschwege
Eschwege is een stad in het noordoosten van de Duitse deelstaat Hessen. Het is de Kreisstadt van de Werra-Meißner-Kreis. De stad telde eind 2020 19.365 inwoners.

## Geografie
Eschwege ligt aan de rivier de Werra, niet ver ten westen van het geografisch middelpunt van Duitsland. 
Rondom het dal, waarin Eschwege ligt, bevinden zich tot het Hessische Bergland behorende heuvelruggen, o.a. de Leuchtberge en de ten westen van het stadje oprijzende Hohe Meißner.
Grotere steden in de omgeving van Eschwege zijn Kassel (52 kilometer westwaarts), Göttingen (55 km noordwaarts, in Nedersaksen) en Eisenach (40 km zuidoostwaarts, in Thüringen).

### Stadsdelen
- Eschwege (kernstad)
- Albungen (NW, ten noordwesten van de stad; aan de B 27; 275 inwoners)
- Eltmannshausen (W; aan de B 27; 547)
- Niddawitzhausen (W; aan de B 27; 245)
- Niederdünzebach (ZO; 613)
- Oberdünzebach (ZO; 822)
- Niederhone (WNW; aan de B 27; 1.399)
- Oberhone (W; 851)

De getallen tussen haakjes zijn de aantallen inwoners, zoals vermeld op de gemeentewebsite (www.eschwege.de/stadt/stadtportraet/stadtteile-von-eschwege.php). Peildatum: 31 december 2023.

### Naburige gemeentes
- In het noorden: Meinhard en iets verderop Bad Sooden-Allendorf
- In het oosten: Wanfried
- In het zuidoosten: Treffurt in Thüringen
- In het zuiden: Weißenborn en Wehretal
- In het westen: Meißner
- In het noordwesten: Berkatal.

## Verkeer en infrastructuur

Het nieuwe Stadtbahnhof
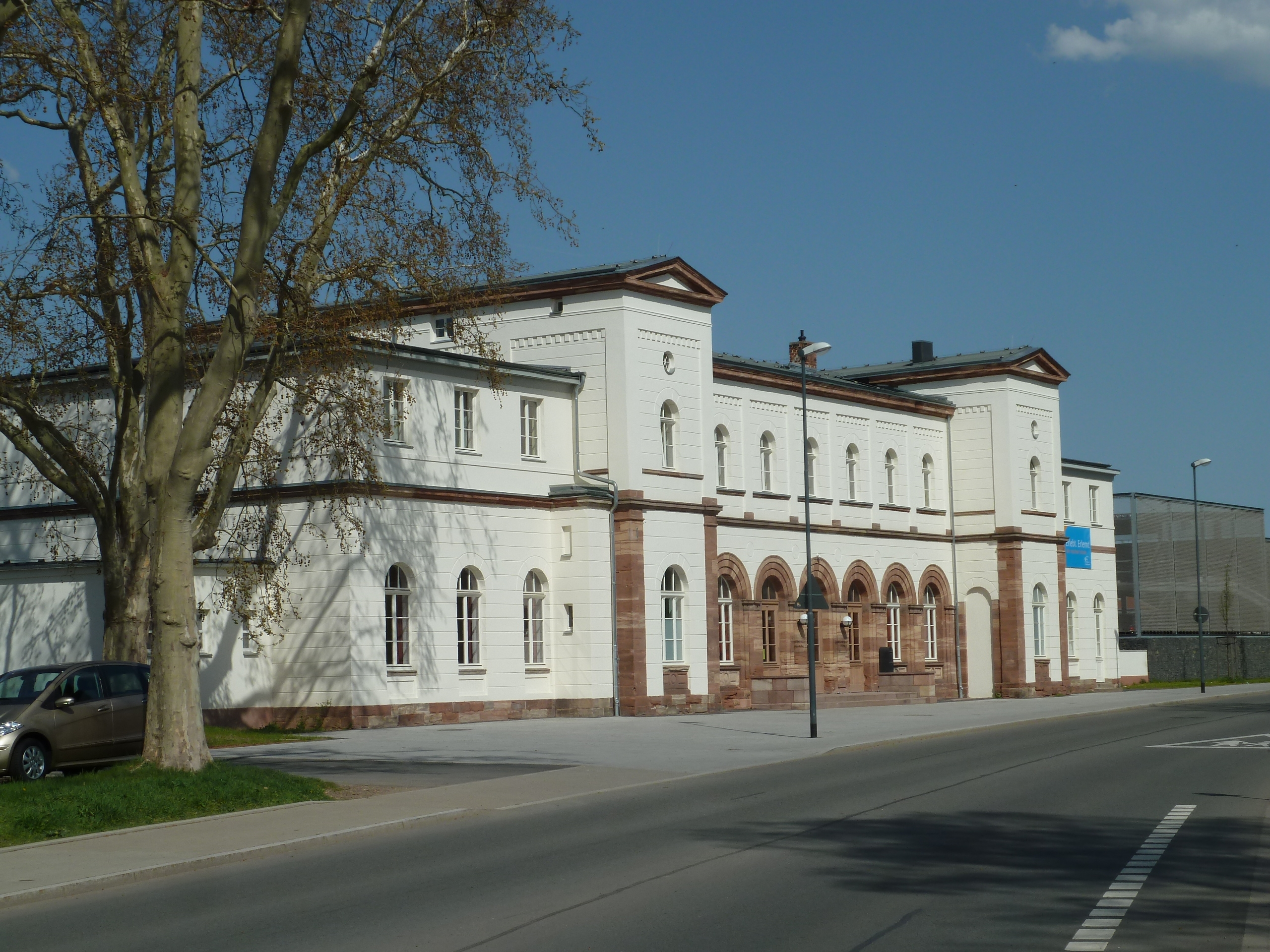
Oude stationsgebouw (1876, onder monumentenzorg)
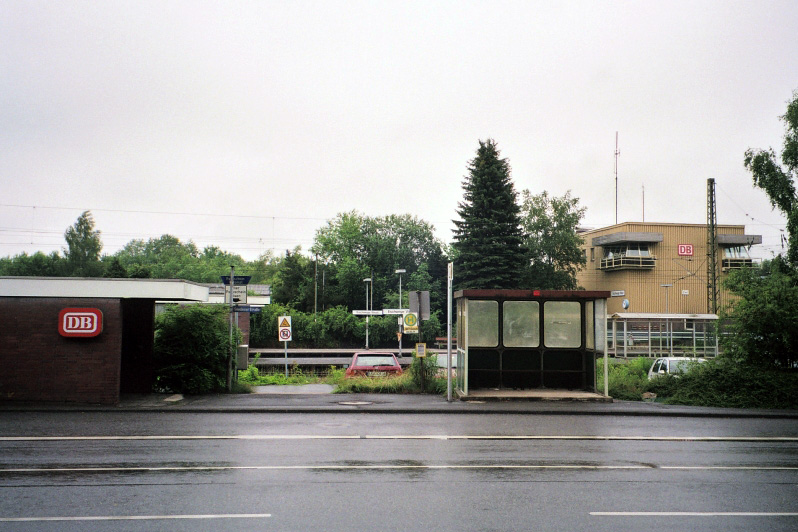
Het in 2007 buiten gebruik gestelde station Eschwege West
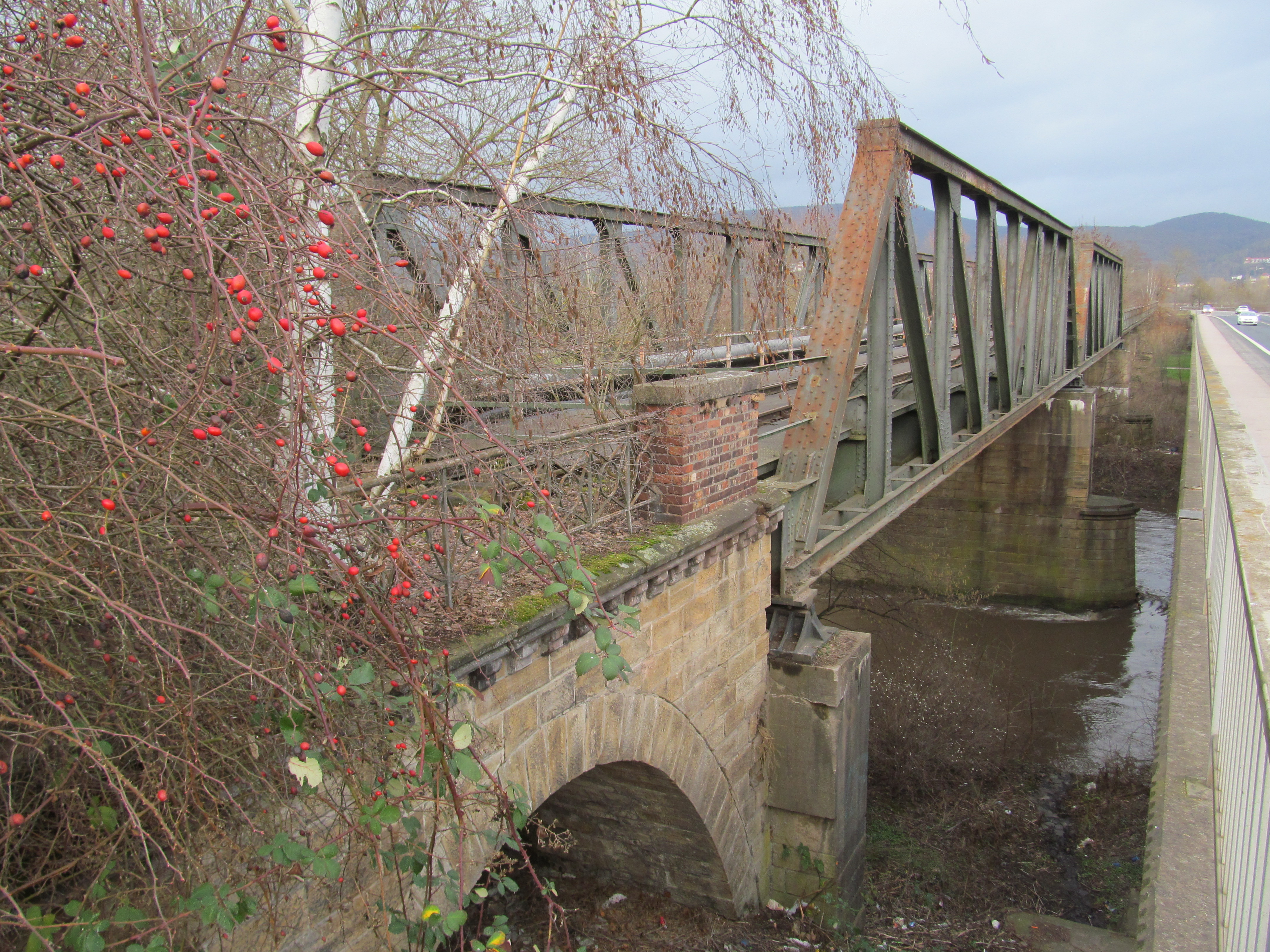
Voormalige spoorbrug van de Kanonenbahn over de Werra (onder monumentenzorg, foto uit 2019)

Eschwege ligt aan de volgende hoofdverkeerswegen:
- Autobahn A44: het gedeelte langs Eschwege, tussen afrit 79 bij Waldkappel (kruising met de B7) en Eisenach is anno 2023 nog in aanbouw.
- Bundesstraße 249 oostwaarts naar Mühlhausen
- Bundesstraße 27 noordwaarts naar Göttingen en zuidwaarts naar Fulda; enkele kilometers westelijk langs de stad
- Bundesstraße 452 zuidwestwaarts naar Oetmannshausen; deze Bundesstraße is slechts 8 km lang.

Aan de spoorlijn Frankfurt - Göttingen, die ter hoogte van Eschwege parallel aan de B 27 loopt, en de Spoorlijn Silberhausen - Treysa heeft Eschwege sinds 1876 een station. Dit was tot 2009 het station Eschwege West. In dat jaar is de spoorlijn deels verlegd. Het uit 1875 daterende station Eschwege Stadtbahnhof, dat in  twee stappen (1985 en 1995) voor passagierstreinen, en in 2002 voor goederentreinen was gesloten, werd compleet herbouwd en heropend. Het oude stationsgebouw (1875) is blijven staan en is thans een antroposofisch schoolgebouw. In 2009 is ook een spoorweghalte in het stadsdeel Niederhone geopend, op 2½ kilometer van het Stadtbahnhof.
Eschwege beschikt over een bescheiden stadsbusnet.

## Economie
De meeste bedrijventerreinen liggen nabij de B 249, ten westen of noordwesten van de stad. Eén modern bedrijventerrein ligt aan de zuidwestelijke rand, aan de B 452.
- Het concern Stiebel Eltron heeft een kleine fabriek van o.a. elektrische apparaten te Eschwege. Verder zijn er verscheidene kleine bedrijven in de metaalsector, waaronder enkele fabrieken van machine-onderdelen gevestigd.
- In een voormalig klooster is een bierbrouwerij gevestigd, die bieren van de merken Eschweger Klosterbräu en Jacobinus produceert.
- Een speciale drukkerij te Eschwege maakt entreekaartjes, toegangspassen e.d..

Vanwege de bezienswaardigheden en de fraaie omgeving is het toerisme, zeker na 1990 in belang toegenomen.

## Geschiedenis

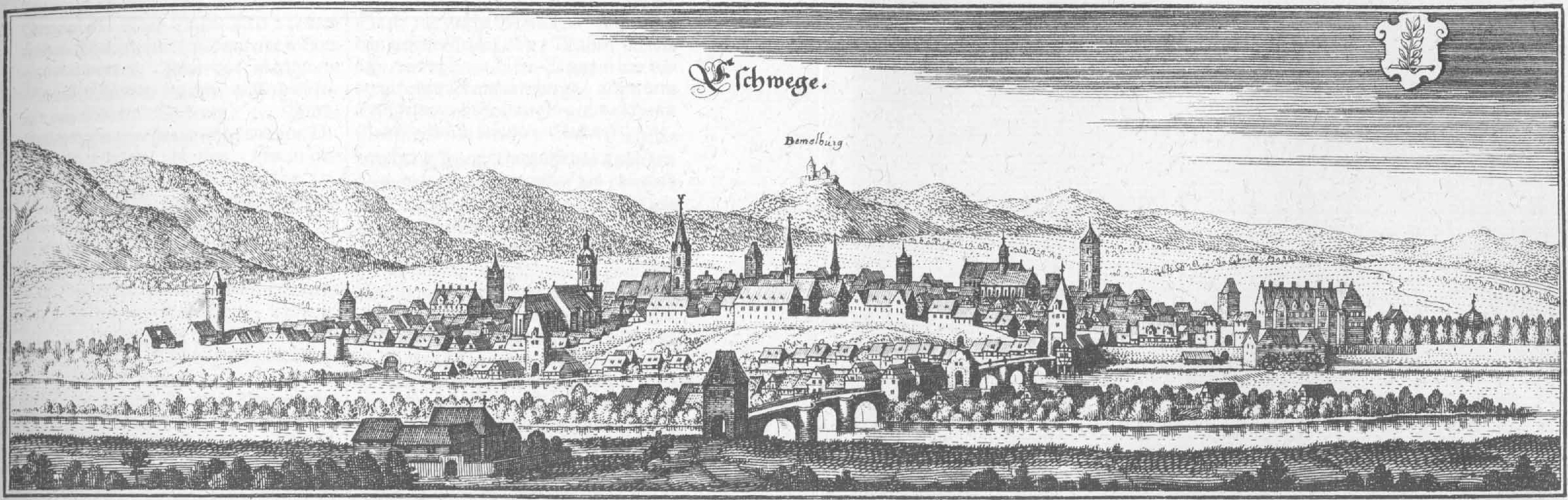
Eschwege, Merian-prent uit 1655
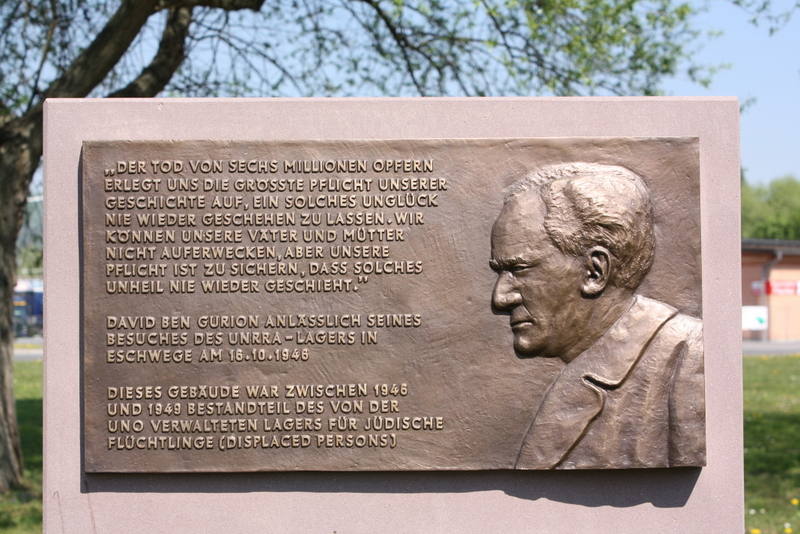
Monument David Ben-Gurion in het voormalige UNRRA-kamp

In 974 wordt Eschwege als eskinivvach (nederzetting bij essenbomen aan een water) voor het eerst in een document vermeld. Er bestond sedert de Vroege Middeleeuwen een Frankische nederzetting met koningshoeve. Deze lag strategisch gunstig als grenspost bij een voorde in de rivier de Werra. 
Rond het jaar 997 bestond reeds een sticht, dat aan prinses Sophia van Gandersheim heeft toebehoord. Het was gewijd aan Sint Cyriacus van Rome. Dit sticht, later een klooster, werd in 1527, bij de invoering van de Reformatie, opgeheven. De nog bestaande Karlsturm (Karelstoren) is het laatst overgebleven restant van dit kloostercomplex.
In 1188 verkreeg Eschwege marktrecht en in 1249 stadsrechten. Economische bloei ontstond in deze tijd door de handel  in textiel- en lederwaren. In 1264 verwierf landgraaf Hendrik I van Hessen Eschwege. De Thüringer landgraaf Balthasar van Thüringen veroverde Eschwege in 1385 op het Landgraafschap Hessen en liet er één jaar later een kasteel bouwen. De Hessen heroverden Eschwege in 1433. 
Eschwege heeft tot 1933 lange tijd een relatief belangrijke Joodse gemeenschap gehad. Wel vond in 1349 een pogrom plaats. De Joden kregen de schuld van de pestepidemie, die als Zwarte Dood de geschiedenis is ingegaan. Vanaf plm. 1450 was er in de stad weer een, mede door textiel- en veehandel opgekomen, bloeiende Joodse gemeenschap, die in 1838 over een eigen synagoge kon beschikken. In 1938 werd het interieur van dit godshuis bij de Kristalnacht verwoest. Meer dan 100 van de in 1933 nog 421 Eschweger Joden kwamen om in de vernietigingskampen van de nazi's. 
Gedurende de Dertigjarige Oorlog (1618-1648) had Eschwege, zoals zoveel plaatsen in Duitsland, veel ellende te verduren. Zo heeft een krijgsheer van de katholieke coalitie in deze oorlog, Johan van Götzen, de stad in april 1637 door een overwegend uit Kroaten bestaande troep van zijn soldaten laten plunderen en verwoesten.  Van 1632 tot 1655 bestond rondom de stad een apart land van de heren Hessen-Eschwege; men kan echter stellen, dat de stad tot aan de Napoleontische tijd in het Landgraafschap Hessen-Kassel lag.  Vanaf de 18e eeuw lag Eschwege aan een belangrijke route van postkoetsen Amsterdam-Kassel-Leipzig-Moskou.
In 1876 verkreeg Eschwege vanuit Bebra aansluiting op het spoorwegnet. Er bestonden reeds vroeg twee drukke spoorwegstations, Eschwege Stadtbahnhof en Niederhone, dat vanaf 1936 Bahnhof Eschwege West heette. Eén van de twee spoorlijnen langs Eschwege maakte deel uit van een verbinding tussen Berlijn en de grens met Frankrijk, en had de bijnaam Kanonenbahn.
Van 1907 tot 1996 was er enige geneesmiddelenindustrie in Eschwege gevestigd.
De aanwezigheid van belangrijke railinfrastructuur, en een belangrijke, door de nazi's  eind 1935 bij Eschwege aangelegde Fliegerhorst (basis van de Luftwaffe) bij Eschwege, was in de Tweede Wereldoorlog voor de Geallieerden aanleiding, de stad, en met name de stationsbuurten, vanuit de lucht te bombarderen. De twee zwaarste bombardementen, met tientallen dodelijke slachtoffers, waren op 19 april 1944 en op 22 februari 1945. Op 3 april 1945 veroverden Amerikaanse troepen Eschwege. Van 1946 tot 1949 onderhield de Amerikaanse bezettingsmacht op het voormalige vliegveld te Eschwege een opvangkamp voor Displaced Persons, onder wie meer dan 1.700 Joden, die er over o.a. meerdere scholen en synagoges beschikten, terwijl er ook, als voorbereiding op emigratie naar Israël, een kibboets bestond. Op 16 oktober 1946 bezocht David Ben-Gurion dit opvangkamp. Ter plaatse herinnert een monument aan dit bezoek.
Van 1949 tot 1990 liep direct ten oosten van Eschwege het IJzeren Gordijn, de grens tussen West-Duitsland en het communistische Oost-Duitsland.
Een aantal dorpen rondom de stad werden bij gemeentelijke herindelingen in 1972 en per 1 januari 1974 aan de gemeente Eschwege toegevoegd.

## Bezienswaardigheden, toerisme, natuurschoon
- Eschwege heeft een historische binnenstad met talrijke oude, monumentale vakwerk- en andere huizen. Hiertoe behoort o.a. het witte Bruiloftshuis (Hochzeitshaus)  (1578, gebouwd in renaissancestijl, op de hoek van de straten Vor dem Berge en Sophienplatz). Ook enkele van de dorpen rondom de stad, zoals Albungen, hebben schilderachtige vakwerkhuizen, en in het centrum een oud kerkje. Zie onderstaande afbeeldingen.
- Kasteel Eschwege is een, in de 16e en 17e eeuw in renaissancestijl gebouwd, kasteel in het noordwestelijke gedeelte van de Eschweger binnenstad. Het is gebouwd op de restanten van de door Balthasar van Thüringen in 1386 gebouwde burcht. In het kasteel is het bestuur van de Werra-Meißner-Kreis gevestigd. Een deel van het kasteel is het zogenaamde Dietemann-paviljoen (1615-1617) met speelwerk (zie hierna: Trivia). Op een binnenplaats van het kasteel staat sinds 1930 een fontein met reliëf, dat het sprookje van Vrouw Holle voorstelt. Bezichtiging van het kasteel is, voor zover bekend, alleen mogelijk, als men met een groep een stadsbezichtiging met gids boekt, die ook enkele vertrekken in het gebouw aandoet.
- Stadsmuseum Eschwege, een streekmuseum dat tevens beschikt over een collectie foto's en fototoestellen van Oscar Tellgmann
- Andere musea in de stad zijn een tinnen-figurenkabinet en een bescheiden spoorwegmuseum. Ook heeft Eschwege een kleine botanische tuin.
- Een drietal torens, te weten:
  - de 48 meter hoge Nikolaiturm, in 1455 als kerktoren gebouwd; de bijbehorende kerk werd in 1557 gesloopt; de toren liep in 1637 zware schade op, en werd in 1736 als brandwachttoren hersteld. Tot 1939 woonde in de toren een torenwachter, die o.a. bij brand alarm sloeg. De toren kan bezichtigd en beklommen worden. Rond de kersttijd is de loggia bovenop de toren sfeervol verlicht en er worden door een blaasorkest kerstliederen gespeeld.
  - de Bismarckturm, een in 1903 gebouwde uitzichttoren op de 319 meter  hoge heuvel Großer Leuchtberg, 1,7 kilometer ten oosten van het stadscentrum
  - de Karlsturm of Zwarte Toren op de heuvel Cyriakusberg, restant van het sticht uit de 11e eeuw
- Enige kerkgebouwen, te weten:
  - de in de 14e-16e eeuw gebouwde Neustädter Kirche, sinds 1527 evangelisch-luthers, met een fraai kerkorgel uit 1839
  - de Marktkirche, St. Dionysiuskerk of Altstädter Kirche, voltooid in 1521, eveneens evangelisch-luthers, met glas-in-loodramen uit de periode 1894-1901, een orgel uit 1679 van de regionaal bekende orgelbouwer Jost Friedrich Schäffer, en onder het orgel opvallende schilderingen uit 1684, die musicerende vrouwen voorstellen. Een nog niet opgelost kunsthistorisch vraagstuk is, waarom al deze vrouwen blootsvoets geschilderd zijn.
  - de rooms-katholieke St.-Elisabethkerk, in 1905 gebouwd in neoromaanse stijl
  - de voormalige synagoge, gebouwd in 1838 in de stijl van het classicisme, tegenwoordig een nieuw-apostolisch kerkgebouw
- De spoorbrug over de Werra ten noorden van Eschwege Kanonenbahnbrücke is een architectonisch monument. Sinds 2016 proberen lokale actiegroepen de spoorbrug te laten verbouwen tot fiets- en voetgangersbrug, zodat deze weer toegankelijk wordt.
- Niet ver ten noordoosten van de binnenstad en op de grens met buurgemeente Meinhard ligt een door zand- en grindwinning langs de Werra ontstane recreatieplas, de 104 hectare grote Werratalsee. Er zijn veel verschillende vormen van watersport- en strandrecreatie mogelijk. Op het meer worden veel roeiwedstrijden gehouden. Het voet- en fietspad rondom de Werratalsee is 7 kilometer lang.
- Jaarlijks meerdaags popfestival Open Flair, sinds 2005 in de tweede week van augustus; in 2023 traden o.a. Frank Turner en Peter Fox hier op, in 2022 o.a. Fiddler's Green, en in 2019 Die Toten Hosen
- Jaarlijks groot volksfeest Johannisfest, ter ere van Johannes de Doper, rond 1 juli, met o.a. optochten en muziekevenementen
- Eschwege ligt aan de route van de 500 km lange wandelweg Werra-Burgen-Steig (gemarkeerd met  bordjes X5)

## Partnergemeentes
Eschwege onderhoudt jumelages met:
- Saint-Mandé, Frankrijk
- Mühlhausen (Thüringen)
- Regen in Beieren

## Belangrijke personen in relatie tot de gemeente

### Geboren in Eschwege
- Heinrich Heuckeroth (1836–1907), Nederlands trombonist.
- Rolf Hochhuth (1931-2020), toneelschrijver
- Aliza Olmert (geb. in 1946 in het Displaced-Persons-kamp te Eschwege), Israëlisch beeldhouwster en schrijfster, echtgenote van de Israëlische ex-premier Ehud Olmert
- G.G. Anderson (1949), schlagerzanger, componist en tekstschrijver
- Rita Russek (27 juni 1952), actrice, zowel op het toneel als later op de TV, vanaf 1982 vaak in series van krimis[5], en komedies; ook heeft zij, met name tot 1996, toneelstukken geregisseerd. Enkele keren werkte zij samen met regisseur Ingmar Bergman[6].
- Wolfram Spyra (12 december 1964), muzikant (elektronische muziek)
- Markus Schulz (3 februari 1975), DJ in het genre trance

### Overleden in Eschwege
- Maurits van Hessen-Kassel (1572-1632), landgraaf van Hessen-Kassel
- Christiaan van Hessen-Wanfried, (1689-1755), landgraaf van Hessen-Wanfried
- Vera von Bissing, geb. in 1906 te Frankfurt am Main, overleden in 2002, Duits pilote, beroemd stunt- en kunstvliegster, in 1937 nog als zodanig actief te Eelde en Rotterdam.[7]

### Overigen
- Oscar Tellgmann (1857-1936), belangrijk fotograaf; hij was Duits legerfotograaf tijdens de Eerste Wereldoorlog en hoffotograaf van o.a. keizer Wilhelm II van Duitsland. De in Huis Doorn gemaakte foto uit 1933 van de ex-keizer, die in het Nederlandse Wikipedia-artikel over Wilhelm II is opgenomen, is door Tellgmann gemaakt. Tellgmann heeft vanaf 1883 het Eschweger filiaal van het familiebedrijf in de fotografie geleid. In het stadsmuseum van Eschwege zijn foto's en fototoestellen van Tellgmann geëxposeerd. Ook Huis Doorn beschikt over foto's van zijn hand.

## Trivia
In de volksmond worden de inwoners van Eschwege wel Dietemänner genoemd. Dit gaat terug op een riddergeslacht Diede zum Fürstenstein, dat tot en met de 18e eeuw bestond en woonde in het kasteel Fürstenstein, dat staat bij Albungen, gemeente Eschwege. Dit kasteel bestaat nog, wordt privé bewoond en kan niet bezichtigd worden. 
Verscheidene leden van dit riddergeslacht hebben in de loop der eeuwen in Eschwege gewoond. Op een torentje van het kasteel van Eschwege is in 1650 een speelwerk aangebracht, dat in 1927 vernieuwd werd. Ieder uur verschijnt een als torenwachter gekleed mannetje met een trompet  om het hele uur te blazen. Deze jaquemart heeft de bijnaam Dietemann gekregen en is een soort symboolfiguur voor de mensen uit Eschwege geworden.